# فريدي ستون
فريدي ستون (بالإنجليزية: Freddie Stone)‏ هو مغني أمريكي، ولد في 5 يونيو 1947 في فاليجو في الولايات المتحدة.

## وصلات خارجية
- فريدي ستون على موقع ميوزك برينز (الإنجليزية)